# Hendley
Hendley é uma vila localizada no estado americano de Nebraska, no Condado de Furnas.

## Demografia
Segundo o censo americano de 2000, a sua população era de 38 habitantes.
Em 2006, foi estimada uma população de 36, um decréscimo de 2 (-5.3%).

## Geografia
De acordo com o United States Census Bureau, a localidade tem uma área de 0,5 km², sem área coberta por água. Hendley localiza-se a aproximadamente 681 m acima do nível do mar.

## Localidades na vizinhança
O diagrama seguinte representa as localidades num raio de 24 km ao redor de Hendley.